# نیکولای کووالف

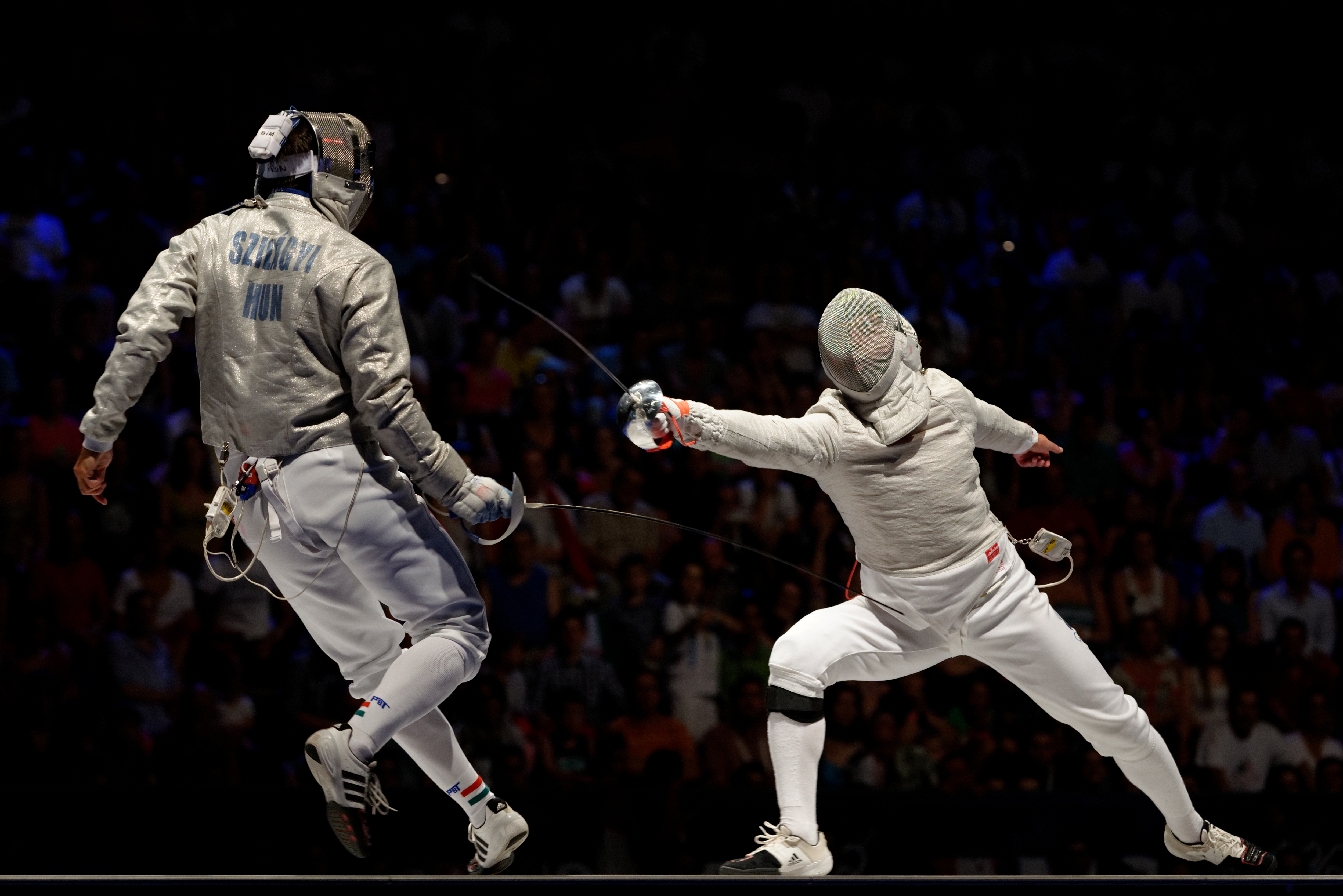
نیکولای کووالف (سمت راست) در حال نبرد با آرون سیلاگی

نیکولای کووالف (روسی: Николай Анатольевич Ковалёв؛ زادهٔ ۲۶ اکتبر ۱۹۸۶) یک شمشیرزن اهل روسیه است. او در بازی‌های المپیک تابستانی ۲۰۱۲ موفق به کسب مدال برنز شد.